# The Hanging Tree
«The Hanging Tree» (en españolː El árbol del ahorcado) es una canción escrita por el compositor James Newton Howard y cantada por la actriz estadounidense Jennifer Lawrence para la película de 2014 Los juegos del hambre: sinsajo - Parte 1, el tercer largometraje de la serie de películas de Los juegos de hambre. La canción no apareció de manera oficial en el álbum de la banda sonora original para la película (a pesar de que aparece en el álbum para puntuación), pero fue añadida durante el relanzamiento digital de la banda sonora oficial para la película. La letra fue escrita por la autora de Los juegos del hambre, Suzanne Collins, y originalmente apareció en su novela Sinsajo. La música fue compuesta por Jeremiah Fraites y Wesley Schultz de la banda de indie folk estadounidense The Lumineers.
Después de su lanzamiento, «The Hanging Tree» debutó en el top 40 de las listas de sencillos de Australia, Reino Unido, y los Estados Unidos. La canción fue lanzada como un Hot adult contemporary a las emisoras de radio, el 15 de diciembre de 2014.  Una versión remezclada de la canción fue lanzada a las estaciones de radio como un hit contemporáneo, el 9 de diciembre de 2014  y se utilizó como una canción oficial en el Campeonato Sub-20 de la Concacaf de 2015.

## Historia
La protagonista, Katniss Everdeen, interpreta la canción en la película, que también se escucha en los créditos (al final de la película). En el contexto de la historia, es una canción que Katniss aprendió de su padre, y se utiliza como un grito de guerra. Jennifer Lawrence declaró en una entrevista que estaba nerviosa por interpretar la canción de la película, porque le resultaba incómodo cantar delante de la gente. Según algunas fuentes, Lawrence sugirió a los productores de la película que Lorde interpretara la canción, y en su lugar Lawrence sincronizaría sus labios con la letra de la misma, pero Lorde ya había sido asignada para una canción de la película Yellow Flicker beat .

## Lista de sencillos
- Sencillo de CD ((Alemania)[21])

1. «The Hanging Tree»
2. «The Mockingjay»

- Descarga digital – remix[22]

1. «The Hanging Tree» (Rebel Remix) – 2:27

## Listas
| Lista (2014–15)                      | Mejor posición |
| ------------------------------------ | -------------- |
| Australia (ARIA)                     | 5              |
| Austria (Ö3 Austria Top 40)          | 1              |
| Bélgica (Flandes) (Ultratop 50)      | 8              |
| Bélgica (Valonia) (Ultratop 50)      | 18             |
| Canadá (Canadian Hot 100)            | 14             |
| Francia (SNEP)                       | 23             |
| Alemania (Media Control AG)          | 1              |
| Hungría (Single Top 40)              | 1              |
| Irlanda (IRMA)                       | 20             |
| Países Bajos (Mega Single Top 100)   | 36             |
| Nueva Zelanda (Recorded Music NZ)    | 9              |
| Noruega (VG-lista)                   | 30             |
| España (Top 100 Canciones)           | 39             |
| Suecia (Sverigetopplistan)           | 29             |
| Suiza (Schweizer Hitparade)          | 4              |
| UK Singles (Official Charts Company) | 14             |
| Estados Unidos (Billboard Hot 100)   | 12             |
| Estados Unidos (Adult Contemporary)  | 30             |
| Estados Unidos (Adult Top 40)        | 14             |
| Estados Unidos (Mainstream Top 40)   | 10             |

| Lista (2015)                     | Posición |
| -------------------------------- | -------- |
| Germany (Official German Charts) | 29       |
| US Billboard Hot 100             | 78       |

## Certificaciones
| Territorio     | Organismo Certificador | Certificación | Ventas Certificadas | Simbolización | Referencia    |
| -------------- | ---------------------- | ------------- | ------------------- | ------------- | ------------- |
| Australia      | ARIA                   | Oro           | 35,000              |               | [ 44 ]        |
| Austria        | IFPI Austria           | Oro           | 15,000              |               | [ 45 ]        |
| Canadá         | Music Canada           | Platino       | 80,000              |               | [ 46 ]        |
| Estados Unidos | RIAA                   | Platino       | 1,021,596           |               | [ 47 ] [ 48 ] |

## Fecha de lanzamiento
| Región         | Fecha                   | Formato                      | Discográfica | Ref.   |
| -------------- | ----------------------- | ---------------------------- | ------------ | ------ |
| Estados Unidos | 9 de diciembre de 2014  | Contemporary hit radio       | Repúblic     | [ 49 ] |
| Estados Unidos | 15 de diciembre de 2014 | Hot adult contemporary radio | Repúblic     | [ 50 ] |
| Alemania       | 19 de diciembre de 2014 | Disco compacto               | Repúblic     | [ 51 ] |